# Isabella Parkinson
Isabella Parkinson (anhörenⓘ * 2. Januar 1970 in Rio de Janeiro) ist eine brasilianische Theater- und Filmschauspielerin, die in Brasilien und in Deutschland lebt und arbeitet.

## Leben
Isabella Parkinson hatte ihr Theaterdebüt in Rio de Janeiro unter der Regie von Gerald Thomas in dem Stück Mattogrosso. Danach zog sie nach New York, um sich dort von 1989 bis 1991 unter anderem am Lee Strasberg Theatre and Film Institute und am Grotowski-Studio ausbilden zu lassen.
1991 zog sie nach Wien, wo sie am Akademietheater unter der Regie von Thomas Reisinger in Das Schloss spielte. Von 1993 bis 1997 gehörte sie zum festen Ensemble der Volksbühne am Rosa-Luxemburg-Platz in Berlin, wo sie u. a. mit Regisseuren wie Frank Castorf, Andreas Kriegenburg, Robert Hunger-Bühler, Stefan Bachmann, und Michael Simon arbeitete. Sie spielte die Hauptrolle in Stücken wie Der gute Mensch von Sezuan, Die Bande und Die falsche Zofe.
Im Laufe der 1990er Jahre erhielt sie ihre ersten Fernseh- und Kinorollen. Der Durchbruch gelang ihr 1997 mit dem zentralen Part der palästinensischen Terroristin und Flugzeugentführerin in dem Doku-Drama Todesspiel (Regie: Heinrich Breloer). Im Kino spielte sie Hauptrollen unter anderem bei Die Apothekerin (Regie: Rainer Kaufmann), Das merkwürdige Verhalten geschlechtsreifer Großstädter zur Paarungszeit (Regie: Marc Rothemund), Dunckel (Regie: Lars Kraume), Frau2 sucht Happyend (Regie: Edward Berger), Meine schöne Nachbarin (Regie: Peter Kahane) und CO-MA (Regie: Mike Figgis).
Seit 1998 ist sie als freie Schauspielerin sowohl für das Theater als auch für Kino und Fernsehen tätig. Sie spielte die Hauptrollen bei Franziska (von Frank Wedekind) im Schauspiel Hannover unter der Regie von Christina Paulhofer, bei Menschen in falschen Zusammenhängen von Maxim Biller im Maxim-Gorki-Theater Berlin unter der Regie von Peter Kastenmüller, bei Alma von Joshua Sobol unter der Regie von Paulus Manker und Schiff der Träume unter der Regie von Konstanze Lauterbach.
Seit 2006 arbeitet sie wieder in Brasilien, wo sie Hauptrollen in den Theaterstücken Betrogen (Stück von Harold Pinter, preisgekrönte Inszenierung von Ary Coslov), Geração Pocket (Regie: Bruno Garcia) und Momo (Regie: Cristina Moura) spielte, u. a. In den Fernsehproduktionen JK, Noites de Almirante und Meu nome é Ed Mort hatte sie ebenfalls größere Rollen.
Zusätzlich zu ihrer Arbeit als Schauspielerin hatte sie in den 1990er Jahren einige Liederabende im Roten Salon der Volksbühne Berlin. Jahrelang galt sie als die „Stimme der Loveparade“ in Berlin.
Seit 2010 arbeitet sie auch als Übersetzerin. Sie hat Diebe und Bugatti taucht auf von Dea Loher (im Auftrag des Goethe-Instituts) und das Drehbuch von Joseph Vilsmaiers Auf Achse, das in Brasilien gedreht wurde, auf Portugiesisch übersetzt. Ihre erste Übersetzung aus dem Portugiesischen ins Deutsche war das Stück Die Vordertür von Julia Spadaccini, welches im Zuckerhut Verlag erschienen ist. Im Januar 2019 ist das von ihr übersetzte Stück Fast verlorene Liebesmüh, von Pedro Brício, vom Verlag Theater der Zeit herausgebracht worden.
Seit 2016 spielt sie in der ARD-Reihe Allmen die Rolle der Maria Moreno.
2018 feierte sie in Berlin ihr Debüt als Regisseurin und Autorin mit dem Soloabend Low Risk – a state of mind, in dem sie auch die Hauptrolle spielt. Das Stück wurde auf Deutsch und in Brasilien auf Portugiesisch aufgeführt.
Seit 2019 übernimmt sie auch die Regie und Dramaturgie in Szenischen Lesungen. U.A: „Kuss Im Rinnstein“ (Brasilian. Botschaft 2022), „Einsstürzende Altbauten“(Buchhändler Keller – 2022), „Dialog Brasilien“ (Brasilian. Botschaft – 2019).
Sie gibt Schauspiel- und Regiestudenten Seminare in „Szenische Komposition nach der Viewpoints Methode“ (u. a. Die Etage, DFFB).
Sie hat eine Tochter und lebt in Berlin und Rio de Janeiro.

## Filmografie (Auswahl)
- 1994: Hotel Interim
- 1997: Nur für eine Nacht
- 1997: Todesspiel
- 1997: Die Drei – Das Leben der Cora Herrlich (Fernsehserie)
- 1997: Die Apothekerin
- 1997: Das Hochzeitsgeschenk
- 1998: Der Fahnder – Ausgeliefert
- 1998: Alles wird gut!
- 1998: Das merkwürdige Verhalten geschlechtsreifer Großstädter zur Paarungszeit
- 1998: Dunckel
- 1999: Das Callgirl
- 1999: Die Hochzeitskuh
- 1999: Verratene Freundschaft – Ein Mann wird zur Gefahr
- 1999: Ein Vater im Alleingang
- 1999: Das Delphinwunder
- 2000: Honolulu
- 2001: Frau2 sucht HappyEnd
- 2001: Null Uhr 12
- 2001: Absturz in die Todeszone
- 2002: Verhexte Hochzeit
- 2002: Check-in To Disaster
- 2002: Im Visier der Zielfahnder – Die Frau ohne Namen
- 2003: Hamlet X
- 2004: Doppelter Einsatz – Die Wahrheit stirbt zuletzt
- 2004: SK Kölsch – Doppelspiel
- 2004: Co/Ma
- 2005: Tatort – Todesbrücke (Fernsehreihe)
- 2006: JK (Fernsehserie)
- 2006: Schöner Leben
- 2006: Tatort – Blutdiamanten
- 2006: Die Bullenbraut 2 – Der Tod hat 17 Karat
- 2006: Martha und der fliegende Großvater
- 2007: Annas Albtraum kurz nach 6
- 2009: Meine schöne Nachbarin
- 2009: Polizeiruf 110 – Falscher Vater (Fernsehreihe)
- 2010: Meu Nome é Ed Mort
- 2011: SOKO Köln – Zeugin in Angst
- 2012: SOKO Stuttgart – Nachtschicht
- 2015: Der Staatsanwalt – Familienbande
- 2015: Bach in Brazil
- 2016: Die Bergretter – Tabula Rasa
- seit 2017: Allmen (Filmreihe)
  - 2017: Allmen und das Geheimnis des rosa Diamanten
  - 2018: Allmen und das Geheimnis der Dahlien
  - 2020: Allmen und das Geheimnis der Erotik
  - 2023: Allmen und das Geheimnis des Koi
- 2017: Der Barcelona-Krimi – Tod aus der Tiefe (Fernsehreihe)
- 2019: Danowski – Blutapfel
- 2021: Klima retten für Anfänger
- 2022: WOW! Nachricht aus dem All
- 2023: Die Chefin – Fake News